# فرناند دانسيرو
فرناند دانسيرو هو منتج أفلام وكاتب سيناريو ومخرج كندي، ولد في 5 أبريل 1928 في مونتريال في كندا.

## وصلات خارجية
- فرناند دانسيرو على موقع IMDb (الإنجليزية)
- فرناند دانسيرو على موقع ألو سيني (الفرنسية)
- فرناند دانسيرو على موقع أول موفي (الإنجليزية)
- فرناند دانسيرو على موقع قاعدة بيانات الفيلم (الإنجليزية)
- فرناند دانسيرو على موقع كينوبويسك (الروسية)